# Fiestas de San Juan de Albacete
Las Fiestas de San Juan de Albacete son las fiestas que se celebran anualmente en la ciudad española de Albacete la semana del 24 de junio en honor a su patrón San Juan Bautista. Con una duración de una semana, constan de una amplia variedad de actividades culturales hasta llegar a su punto culminante la noche de San Juan, del 23 al 24 de junio.
Es uno de los dos grandes acontecimientos festivos que se celebran en honor a los patrones de la capital manchega junto a la Feria de Albacete, que tiene lugar del 7 al 17 de septiembre en honor a la Virgen de los Llanos.

## Eventos

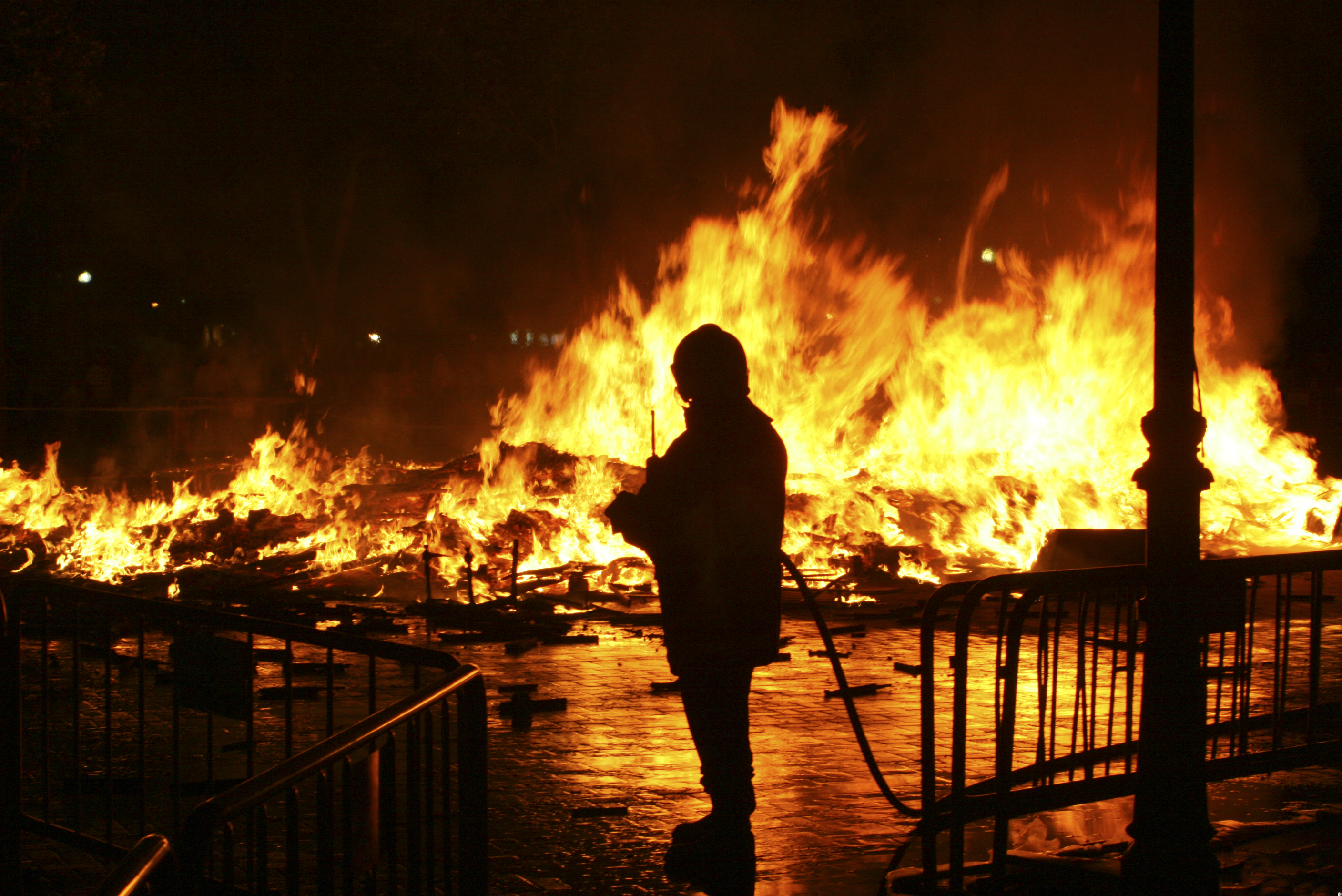
Hoguera de San Juan en los Ejidos de la Feria

En los días anteriores al 24 de junio, festividad de San Juan Bautista, patrón de Albacete, se celebran las fiestas en su honor. Estas van acompañadas de actividades culturales, deportivas y de ocio en diversos puntos de la ciudad como actuaciones musicales, teatro, espectáculos taurinos, actividades deportivas o festivales de folclore.
El punto culminante de las fiestas tiene lugar el 24 de junio y su víspera, la noche de San Juan (del 23 al 24 de junio). Esa noche se lleva a cabo el desfile de antorchas desde el ayuntamiento (plaza de la Catedral) hasta los Ejidos de la Feria, donde se prende fuego a la hoguera de San Juan, en la que se queman viejos enseres y trastos y en la que es habitual escribir en un papel un deseo y lanzarlo a la hoguera para que se cumpla. A continuación se realiza el baile de manchegas en la explanada del Pincho de la Feria para dar paso a un gran castillo de fuegos artificiales y a la tradicional verbena de San Juan en el Recinto Ferial, así como la degustación de «paloma sanjuanera» y «rollicos de anís».
Finalmente, el 24 de junio se lleva a cabo la romería de San Juan en la que se traslada a San Juan desde la catedral hasta el parque de la Fiesta del Árbol.
En ocasiones, las Fiestas de San Juan de Albacete incluyen, además de la hoguera de San Juan, una o varias fallas que son quemadas en honor a su patrón de forma similar a las Hogueras de Alicante o las Fallas de Valencia.
Paralelamente durante esta festividad se celebra el Festival Internacional de Música Nocturna Antorchas.